# Samuel Friedrich Rikli
Samuel Friedrich Rikli (* 9. Dezember 1829 in Wangen an der Aare; † 13. Juni 1885 in Niederuzwil) war ein Schweizer Unternehmer und Politiker.

## Leben

### Familie
Samuel Friedrich Rikli wurde in einem streng religiösen Umfeld geboren und wuchs mit dem Ziel auf, Missionar zu werden. Er wuchs in einer Familie auf, die im Rotfärbereigeschäft tätig war. Sein Vater, Abraham Friedrich Rikli (1795–1866), leitete ein grosses Unternehmen in dieser Branche, seine Mutter war Maria Verena (geb. Moser; 1798–1868); er hatte noch zwölf Geschwister, zu diesen zählte auch der Naturarzt Arnold Rikli.
Sein Onkel war der evangelische Geistliche Karl Rikli und seine Cousins waren der Kaufmann und Politiker Johann Rudolf Moser sowie der Arzt und Politiker August Rikli. Der Mediziner August Rikli war sein Neffe.
Im Jahr 1852 heiratete Samuel Friedrich Rikli Anna Maria Rikli-Näf (1819–1890), die Witwe seines Bruders Johann Felix Gottlieb Rickli (* 5. August 1821 in Wangen an der Aare; † 28. April 1848) und Tochter von Mathias Näf; gemeinsam hatten sie eine Tochter.

### Werdegang
Seine Eltern, die grossen Wert auf eine fundierte Bildung legten, schickten Samuel Friedrich Rikli ins Missionshaus (siehe Basler Mission) in Basel, wo er eine allgemeine wissenschaftliche Ausbildung erhielt. Doch das Schicksal nahm eine Wendung, als sein älterer Bruder Gottlieb, der eine angesehene Position im Haus von Mathias Näf innehatte, verstarb. In der Folge übernahm Samuel Friedrich Rikli die Verantwortung und heiratete die Witwe seines Bruders.
Nach einer kaufmännischen Lehre in Boudry war Samuel Friedrich Rikli von 1849 bis 1851 im Filialgeschäft seiner Familie in Seebach bei Eberndorf in Kärnten tätig. Ein Aufenthalt in Triest und der Besuch einer Webschule in Mülheim im Rheinland erweiterten seine Kenntnisse und Erfahrungen im Handelsbereich.
Durch die Ehe 1852 wurde Samuel nicht nur zum vollberechtigten Associé im Unternehmen, sondern auch zum Teilhaber an der Familientradition, die in der Baumwollfabrikation verwurzelt war. Trotz seiner geschäftlichen Verpflichtungen und der Erfolge im wirtschaftlichen Bereich blieb Samuel seinen religiösen Grundsätzen treu, die er während seiner Zeit in Basel erlernt hatte.
Seine politische Karriere begann er als Mitglied des Bezirksgerichts von 1855 bis 1865 und als Gemeinderat in Henau. Samuel Friedrich Rikli war ein aktives Mitglied der reformierten Kirchgemeinde und setzte sich für das Schulwesen ein.
Seine politische Laufbahn setzte er als Mitglied des St. Galler Kantonsrats von 1867 bis 1876 fort, wo er die reformiert-konservative Fraktion vertrat. Samuel Friedrich Rikli war vom 6. Dezember 1875 bis zum 1. Dezember 1878 auch im Nationalrat tätig, wo er sich für die Anliegen seiner Region und seiner Glaubensgemeinschaft einsetzte.

### Gesellschaftliches Wirken
Samuel Friedrich Rikli engagierte sich intensiv für arme und kranke Menschen und zeigte sich stets bereit, christliche und humane Zwecke zu unterstützen. Viele Familien und Einzelpersonen fanden in ihm einen treuen Freund, ernsthaften Berater und einen wahrhaftigen Helfer.
Während seiner langjährigen Amtszeit als Präsident des Kirchenrates trug er massgeblich zum Bau der örtlichen Kirche, die 1871 eingeweiht wurde sowie des Pfarrhauses bei. Samuel Friedrich Rikli war bekannt für seine grossen materiellen Opfer, die er für den Bau beider Gebäude aufbrachte. Besonders bemerkenswert war, dass er das Pfarrhaus auf eigene Kosten errichtete und später der Gemeinde zu einem günstigen Preis übergab, was seine tiefe Verbundenheit mit der Gemeinschaft unterstreicht.
Die religiösen Differenzen, die in den folgenden Jahren in der Gemeinde auftraten, führten zu einer spürbaren Trennung. Samuel Friedrich Rikli bekannte sich zum positiven Christentum, einem Ansatz, der sich durch eine pragmatische und Lebensnahe Auslegung der christlichen Lehren auszeichnete. Sein Leitmotiv war stets das Wort Gottes, das ihn sowohl in seinem Denken als auch in seinem Handeln leiten sollte. Diese Überzeugungen führten 1877 zu einem entscheidenden Schritt in seinem Leben: Er trat zur Methodistischen Kirche über. Dieser Wechsel stellte einen markanten Wendepunkt in seinem religiösen Werdegang dar und reflektierte seine Suche nach einer lebendigeren und persönlicheren Glaubenserfahrung.
Ein einschneidendes Ereignis in Samuel Friedrich Riklis Leben war die Abwahl des langjährigen Pfarrers Rudolf Grob. Im Zuge einer landesweiten reformatorischen Bewegung, die ab 1873 auch in Uzwil an Fahrt gewann, formierte sich eine liberale Reformbewegung. Diese Bewegung wandte sich vehement gegen die dogmatischen Lehren der Staatskirche. Die Spannungen zwischen liberal-religiösen und positiv-konservativen Strömungen kulminierten schliesslich in der Kirchgemeindeversammlung vom 16. Juli 1876, in der die Absetzung von Pfarrer Grob mit 190 Ja- gegen 131 Nein-Stimmen beschlossen wurde. Samuel Friedrich Rikli und zwei weitere Mitglieder der Kirchenvorsteherschaft, die dem abgesetzten Pfarrer treu blieben, traten daraufhin zurück.
Nach dieser Kontroverse gründete Samuel Friedrich Rikli gemeinsam mit einer Gruppe von "positiven" Männern aus den umliegenden Gemeinden Niederuzwil, Algetshausen und Oberuzwil die Evangelische Gemeinschaft Niederuzwil. Diese Gemeinschaft stellte den Grundstein für die später entstandene evangelisch-methodistische Kirche in Niederuzwil.
Für seine Verdienste um die Gemeinde Henau wurde Samuel Friedrich Rikli 1852 zum Ehrenbürger ernannt, eine Auszeichnung, die seine Leistungen und seinen Einfluss in der Region würdigte.
In militärischer Hinsicht erreichte er den Rang eines Scharfschützenhauptmanns. Als er zum Major befördert wurde, entschied er sich, seine Entlassung einzureichen.